# Łukasz Sławiński
Łukasz Sławiński (ur. 1943, zm. 22 kwietnia 2019 w Warszawie) – polski teoretyk i innowator brydża, wydawca internetowego magazynu brydżowego Pikier.

## Główne prace
- Dyrektywy Licytacji Naturalnej (z konkretyzującymi algorytmami)
- Analiza Statystyczna Sygnałów Wistowych (Kombajn)
- Systemy Słabych Otwarć (Silny Pas i Negatywne Karo, Delta, Lambda)
- Odmiany Reguł Brydża (także punktowania wyników).